# الدوري التشيلي لكرة القدم 1972
الدوري التشيلي لكرة القدم 1972 (بالإسبانية: Primera División de Chile 1972)‏ هو الموسم 40 من الدوري التشيلي لكرة القدم. كان عدد الأندية المشاركة فيه 18، وفاز فيه كولو-كولو.